# Poesía francesa
La poesía francesa constituye una parte importante de la literatura francesa, desde los orígenes de la lengua -época carolingia- hasta la actualidad. La historia literaria, siempre en evolución, establece por comodidad una periodización por siglos, y destaca con mayor particularidad ciertas corrientes artísticas y a ciertos creadores de obras destacadas, aunque los poetas han sido numerosos en todas las épocas. Por otra parte, la poesía francesa muestra una gran variedad formal y temática, y privilegia tradicionalmente una versificación que se ha establecido poco a poco, antes de ser discutida y dejada de lado en el primer cuarto del siglo XX.

## La poesía medieval

### Las canciones de gesta
Un cantar de gesta es una historia versificada (un poema largo) en decasílabos o, más tarde, en alejandrinos, asonancias agrupadas en correas (largas estrofas de tamaño variable) que relatan epopeyas heroicas legendarias que narran las hazañas bélicas de reyes o de caballeros, que datan de retroceder a siglos anteriores. El gesto, del latín gesta, debe entenderse aquí como “acción consumada de brillantez”.
Este tipo de relatos aparecen en los albores de la literatura francesa, hacia finales del siglo XI (se cantan entre 1050 y 1150). Los últimos se produjeron durante el siglo XV. Las canciones gestuales son características de la literatura medieval y siguen las grandes epopeyas de la Antigüedad. Están escritos en francés antiguo. Se diferencian de otro gran género literario medieval: la poesía lírica, cuya lengua esta vez es el occitano.
A menudo anónimo, su autor es un trouvère, que pretendía que fuera cantado y acompañado musicalmente, ante un gran público, popular o noble. Algunos ejemplos: La Canción de Roldán, siglo XI, La Coronación de Luis, hacia 1137, los Charroi de Nîmes, Raoul de Cambrai, siglo XII.

### La poesía cortés
Los poemas líricos de la Edad Media son verdaderas canciones: sus estrofas corresponden a una frase musical y siempre hay un estribillo presente. Su ritmo de canto está definido por el acompañamiento obligatorio de una melodía. Los orígenes de la poesía lírica se pueden encontrar en los cantos y bailes populares. También se siente la influencia de la cultura árabe.
La poesía medieval representativa de la literatura cortesana alcanzó su apogeo en el arte de los trovadores. El Sur, donde la economía está más desarrollada que en las provincias del norte y donde la vida cotidiana es menos belicosa, es más propicio para el arte que canta al amor y a la primavera2. La influencia de esta poesía se refleja en la lengua de aceite durante la segunda mitad del siglo XII.
Los géneros poéticos son: el canto de lienzo que cantan las damas cuando tejen y bordan, el canto de cruzada, la pastourelle donde vemos a señores cortejando a pastoras, la fiesta de juego que representa un debate sobre el amor. Dos temas se suceden: el amor y la naturaleza.
Más espontáneos y naturales al principio, en general los poemas evolucionan hacia formas fijas: la balada, el canto real, el rondeau, el virelai. La idea comienza a esconderse bajo símbolos, alegorías, erudición, que a menudo reemplazan al sentimiento. A partir de finales del siglo XIV se impuso la preocupación por la perfección técnica y la poesía se convirtió en un ejercicio retórico o entretenimiento social. Buscando responder al ideal aristocrático, la poesía cortesana desembocó finalmente en el manierismo.

## La poesía delsigloXVII

### La poesía barroca
El rasgo más general es la diversidad de temas: poesía amorosa, filosófica, religiosa, burlesca, etc. En cuanto a la métrica, usaban poemas de arte menor y estrofas italianas, como seguidillas, villancicos, letrillas y, sobre todo, romances. En el estilo vemos una gran elaboración poética y extrema agudeza. Su medio básico en el concepto se expresa mediante metáforas, comparaciones y perífrasis. Tendencia a los contrastes y contradicciones mediante el uso de antítesis y paradojas. En el léxico destacan los cultismos junto a palabras coloquiales y vulgares.

## La poesía delsigloXIX

### El romanticismo
El romanticismo prepondera en toda la primera mitad del siglo XIX y, en poesía, más precisamente los años 1820 - 1850: por convención, desde Méditations poétiques de Lamartine (1820) hasta Contemplations de Victor Hugo (1856). Este movimiento estético europeo otorga un sitio preponderante al lirismo y a la efusiòn del yo, y muestra un gusto marcado por la melancolía: así, los poetas van a expresar su mal de vivir y su sufrimiento afectivo meditando sobre la muerte, sobre Dios, sobre el amor y la fugacidad del tiempo, sobre la naturaleza y sobre la gloria, y, más allá de estos temas líricos tradicionales, sobre la función del poeta (Hugo) y sobre una percepción más original de lo fantástico con Nerval, Nodier o Aloysius Bertrand.
Más allá de estos temas no siempre innovadores, los poetas románticos reivindicarán una mayor flexibilidad para la expresión versificada, a la búsqueda de una más grande musicalidad y de algunas audacias en las palabras y en las imágenes, en particular en Victor Hugo.
Esta búsqueda de novedad se concretará también por la "invención" del poema en prosa con Aloysius Bertrand (1807 - 1841) en Gaspard de la nuit, publicado póstumamente en 1842, donde se nos introduce en un mundo onírico, y que inicia una forma que retomarán más tarde Baudelaire y Rimbaud.
Poesía de la sensibilidad y de cierta musicalidad, la poesía romántica prefiere los poemas más bien extensos, algo que la generación siguiente encontrará pesado, retórico, palabrero y de conveniencia (Rimbaud hablará de "la forma vieja"), con notorias excepciones como Nerval (1808 - 1855) y su conjunto Chimères (1854); ciertos poemas de este período constituyen no obstante piezas de referencia que conmueven todavía al lector contemporáneo.
Mencionemos las obras principales de esta época romántica signada por una creación abundante:
- Alphonse de Lamartine (1790 - 1869) : el iniciador, lírico y religioso. Obra: Méditations poétiques (1820) (poemas: Le Lac - Le Vallon...) - Harmonies Poétiques et Religieuses (1830).
- Alfred de Musset (1810 - 1857) sensible y emotivo: les Nuits (1835 - 1837).
- Frédéric Lamperouge (1780-1819) sombrío y emotivo: Tout le Monde (1802)
- Alfred de Vigny (1797 - 1863), metafísico y sombrío: les Destinées (1864) (poemas: Le Cor - Moïse - La Mort du Loup - La Maison du Berger..).
- Victor Hugo (1802 - 1885) que domina el siglo con su poesía multiforme, lírica, épica, satírica y comprometida, social, metafísica y filosófica... Obras : Les Orientales (1829) (poema: Les Djinns) - Les Feuilles d'automne (1831) (Ce siècle avait deux ans...) - Les Chants du Crépuscule (1835) (Les Semailles) - Les Voix intérieures (1837) (À Eugène, vicomte H.) - Les Rayons et les Ombres (1840) (Fonction du poète - Tristesse d’Olympio - Oceano Nox...) - Les Châtiments (1853) (O Soldats de l’an deux! - Souvenir de la nuit du 4 - L’expiation: Il neigeait.../Waterloo) - Les Contemplations (1856) ("Demain, dès l'aube..." - À Villequier - Le Mendiant - Ce que dit la bouche d'ombre) - La Légende des siècles (1859 - 1883) (La conscience: Caïn - Booz endormi - L'aigle du casque - Les Pauvres gens).
- Gérard de Nerval (1808 - 1855), denso y misterioso: Les Chimères (1852) (El desdichado)

### Charles Baudelaire
Charles Baudelaire (1821-1867) es uno de los poetas más grandes del siglo XIX. Asociando la preocupación formal en sus poemas cortos (o más que cortos) y el realismo (Une charogne, Tableaux parisiens...) a la expresión de una angustia existencial que se reparte entre el Spleen y el Ideal (Harmonie du soir, La cloche fêlée, La Mort des pauvres...), supo lograr una "alquimia poética" ejemplar destilando Las flores del mal en su obra publicada en 1857 (condenada parcialmente por atentado a las buenas costumbres), que contiene este verso revelador: "Tu m’as donné ta boue et j’en ai fait de l’or". Poeta del mundo real y de la belleza, de la felicidad y del sufrimiento, de la morbidez y del pecado, ha establecido en gran medida el tipo del poeta atormentado que no logra adaptarse al mundo. Así mismo, Baudelaire ha dado su notoriedad al poema en prosa, con sus Petits poèmes en prose (Le port, Un hémisphère dans une chevelure...).

## La poesía delsigloXX

### La poesía-canción
- Datos: Q13254